# Campeonato Paulista do Interior de Futebol de 2022
O Campeonato Paulista do Interior de 2022, também denominado de Troféu do Interior, foi a 15.ª e última edição do torneio de futebol de caráter simbólico realizado paralelamente ao Campeonato Paulista de 2022. Ele foi organizado pela Federação Paulista de Futebol (FPF) e disputado por seis equipes entre os dias 25 e 31 de março.
Em um conselho técnico realizado em 21 de março, a organização do torneio anunciou o regulamento e os participantes, que consistiram naqueles clubes que não conseguiram a qualificação para as quartas de final do Campeonato Paulista, mas que também não foram desqualificados para a Série A2, com exceção do Santos. Já o regulamento determinou o chaveamento, que formou os confrontos entre Água Santa e Mirassol, além de Ferroviária e Inter de Limeira. Por outro lado, os dois clubes com as melhores campanhas entraram diretamente nas semifinais: Botafogo e Ituano.
Botafogo e Ituano decidiram o torneio, que terminou sendo conquistado pela equipe de Itu. O feito também garantiu uma premiação de 360 mil reais e uma vaga para a Copa do Brasil de 2023.

## Formato e participantes
A Federação Paulista de Futebol organizou um conselho técnico em 21 de março, quando se decidiu o regulamento do torneio com os seus participantes. Cinco das seis agremiações foram definidas após a última rodada da primeira fase do Campeonato Paulista, disputada no dia anterior do conselho técnico. Por causa do regulamento, os clubes da capital e o Santos não poderiam participar do torneio. Na oportunidade, Água Santa, Botafogo, Ferroviária, Inter de Limeira e Mirassol se qualificaram. O torneio foi iniciado com a última vaga ainda indefinida. Esta ficou com o Ituano, que obteve, no geral, a maior pontuação entre os eliminados das quartas de final do Campeonato Paulista.
Dois jogos foram realizados pela fase inicial, com os embates entre Água Santa e Mirassol, e Ferroviária e Inter de Limeira. Por outro lado, Botafogo e Ituano entraram diretamente nas semifinais por terem conquistados as duas melhores campanhas entre os participantes.

## Resumo
A partida inaugural desta edição foi realizada em 25 de março e disputada no estádio José Maria de Campos Maia. Na oportunidade, o mandante iniciou a partida com mais posse de bola, mas com dificuldades para superar o sistema defensivo do Água Santa. O clube visitante, inclusive, abriu o placar aos 31 minutos em um arremate de longa distância de Caique. Após isso, o Mirassol tentou igualar o placar, mas sem sucesso. No outro confronto, disputado na Arena da Fonte Luminosa, a Inter de Limeira eliminou a Ferroviária nas penalidades. O clube mandante conseguiu ter um amplo controle dos primeiros 45 minutos, período no qual abriu o placar e teve outras chances de ampliar. No segundo tempo, apesar de apresentar menos intensidade, a Ferroviária continuou superior na partida. Por outro lado, a Inter de Limeira somente começou a atacar com mais perigo após os 25 minutos. O goleiro Saulo fez boas intervenções, mas não conseguiu evitar o gol de empate de Diego Tavares, aos 44 minutos.
As semifinais do torneio marcaram a estreia de Botafogo e Ituano, sendo que as duas partidas foram disputadas em 28 de março. Com gols de Matheus Carvalho, Dudu e Guilherme Mantuan, o Botafogo venceu a Inter de Limeira pelo placar de 3–0. Já o Ituano precisou das penalidades para eliminar o Água Santa. No jogo, o clube ficou em vantagem no placar por duas vezes, mas cedeu o empate em ambas.
Botafogo e Ituano decidiram o torneio em 31 de março. Como resultado da melhor campanha, a equipe de Ribeirão Preto teve a vantagem de disputar a partida em seu domínio. Os primeiros minutos ficaram marcados pelo equilíbrio; contudo, aos nove minutos, abriu o placar após cobrança de falta. Após isso, ambos os clubes tiveram oportunidades de gols. O Botafogo, no entanto, perdeu o meio-campista Tárik, excluído da partida ao receber o segundo cartão amarelo. Com a vantagem numérica, o Ituano colocou um ímpeto ofensivo mais forte e aumentou com gols de Aylon e Igor Henrique. Este foi o segundo título do Ituano na história do torneio, que também conquistou uma premiação de 360 mil reais e uma vaga para a Copa do Brasil de 2023.

## Resultados

### Primeira fase
| 25 de março de 2022 | Mirassol | 0 – 1                     | Água Santa | José Maria de Campos Maia, Mirassol             |
| 19h00min            |          | Súmula Boletim financeiro | Caique 31' | Público: 709 Árbitro: Thiago Lourenço de Mattos |

| 25 de março de 2022 | Ferroviária | 1 – 1                     | Inter de Limeira  | Adhemar de Barros, Araraquara         |
| 21h00min            | Hygor 19'   | Súmula Boletim financeiro | Diego Tavares 89' | Público: 983 Árbitro: Vinicius Furlan |

|                                |       | Penalidades                                   |  |
| Bruno Mezenga Didi Netto Vidal | 3 – 5 | Celsinho Léo Duarte Lima Diego Tavares Caxito |  |

### Semifinais
| 28 de março de 2022 | Botafogo-SP                                               | 3 – 0                     | Inter de Limeira | Santa Cruz, Ribeirão Preto                      |
| 19h00min            | Matheus Carvalho 49' · Dudu 68' · Guilherme Mantuan 90+1' | Súmula Boletim financeiro |                  | Público: 1 586 Árbitro: Ilbert Estevam da Silva |

| 28 de março de 2022 | Ituano                       | 2 – 2                     | Água Santa                        | Novelli Júnior, Itu                        |
| 19h00min            | Aylon 26' · Rafael Elias 48' | Súmula Boletim financeiro | Fernandinho 49' · Dadá 68' (pên.) | Público: 1 181 Árbitro: Salim Fende Chavez |

|                                                         |       | Penalidades                                 |  |
| Gabriel Barros Igor Henrique Gérson Magrão Lucas Nathan | 3 – 2 | Renato Junior David Alvaro Dadá Fernandinho |  |

### Final
| 31 de março de 2022 | Botafogo-SP | 0 – 3                     | Ituano                                             | Santa Cruz, Ribeirão Preto                             |
| 20h00min            |             | Súmula Boletim financeiro | Rafael Pereira 49' · Aylon 53' · Igor Henrique 81' | Público: 4 809 Árbitro: Vinicius Gonçalves Dias Araujo |

### Esquema
|  | Primeira fase         | Primeira fase         | Primeira fase |  |  | Semifinais       | Semifinais       | Semifinais |   |             | Final       | Final | Final |
|  |                       |                       |               |  |  |                  |                  |            |   |             |             |       |       |
|  |                       |                       |               |  |  |                  |                  |            |   |             |             |       |       |
|  |                       |                       |               |  |  | Botafogo-SP      | Botafogo-SP      | 3          |   |             |             |       |       |
|  | Ferroviária           | Ferroviária           | 1 (3)         |  |  | Inter de Limeira | Inter de Limeira | 0          |   |             |             |       |       |
|  | Inter de Limeira (p.) | Inter de Limeira (p.) | 1 (5)         |  |  |                  |                  |            |   | Botafogo-SP | Botafogo-SP | 0     |       |
|  |                       |                       |               |  |  |                  | Ituano           | Ituano     | 3 |             |             |       |       |
|  |                       |                       |               |  |  | Ituano (p.)      | Ituano (p.)      | 2 (3)      |   |             |             |       |       |
|  | Mirassol              | Mirassol              | 0             |  |  | Água Santa       | Água Santa       | 2 (2)      |   |             |             |       |       |
|  | Água Santa            | Água Santa            | 1             |  |  |                  |                  |            |   |             |             |       |       |
|  |                       |                       |               |  |  |                  |                  |            |   |             |             |       |       |
|  |                       |                       |               |  |  |                  |                  |            |   |             |             |       |       |

- Em itálico, os clubes que possuem o mando de jogo no confronto. Em negrito, os vencedores.
- Este chaveamento é meramente ilustrativo. Segundo o regulamento da competição, os confrontos foram definidos mediante a colocação geral dos participantes.